# Bohuslaw Chotek von Chotkow

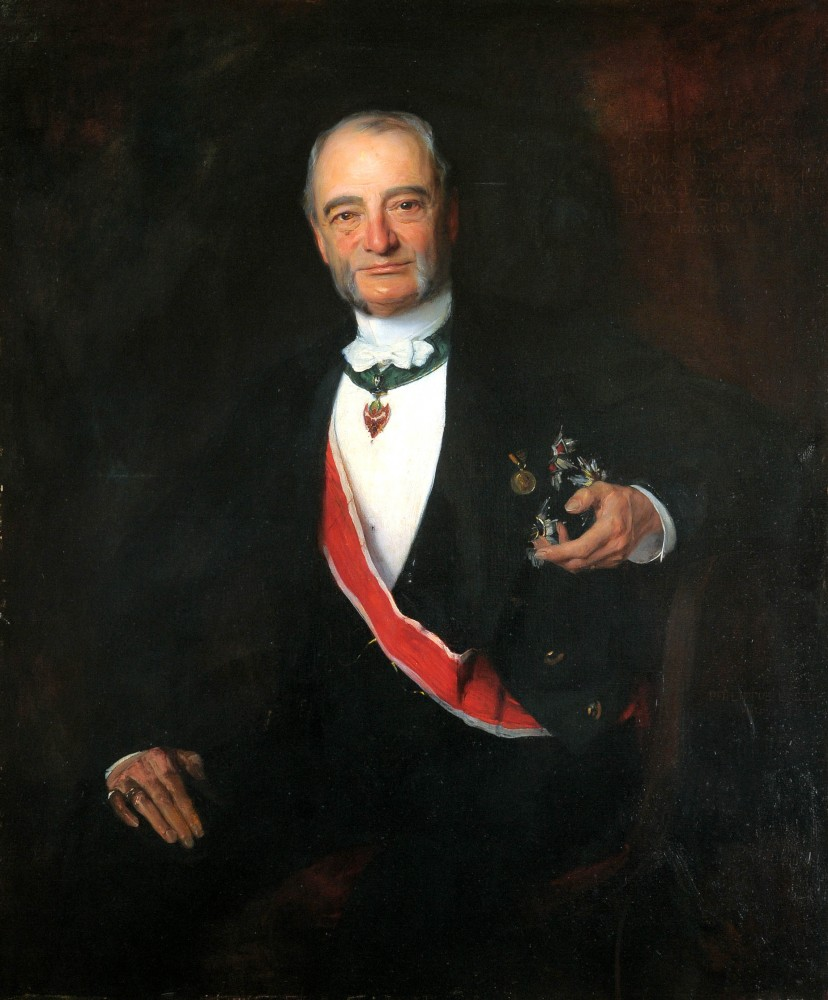
Bohuslaw Chotek von Chotkow, Gemälde von Friedrich Kriehuber (1870)

Bohuslaw Chotek von Chotkow, Gemälde von Karl Mediz, 1895

Graf Bohuslaw Chotek von Chotkow (* 4. Juli 1829 in Prag; † 11. Oktober 1896 in Görlitz, preußisch Schlesien, heute Sachsen) entstammte dem alten böhmischen Adelsgeschlecht Chotek von Chotkow und Wognin und war Diplomat im Dienst der Monarchie Österreich-Ungarn.

## Leben
Bohuslaw war der jüngere Sohn des Karl Chotek von Chotkow (1783–1868), Gouverneur von Tirol, 1826 bis 1843 Oberstburggraf in Prag und Gubernialpräsident in Böhmen und dessen Ehefrau Marie, geborene Gräfin Berchtold, Freiin von Ungarschitz, Pulitz und Fratting, hatte den älteren Bruder Anton (1822–1883), auf Großpriesen (Velke Brezno) und Zahorzan an der Elbe in Böhmen, verehelicht mit Olga von Moltke und war der Enkel des Johann Nepomuk Rudolph Graf Chotek von Wognin (* 1648, † 1724), Erbe des Fideikommisses Jeniowes (Jenineves) und Weltrus (Veltrusy) in Mittelböhmen, 1802 Oberstburggraf in Prag und Gubernialpräsident im Königreich Böhmen, verehelicht am 18. Mai 1772 in Wien mit Maria Sidonia Gräfin von Clary und Aldringen.
Bohuslaw Graf Chotek war verehelicht mit Wilhelmine Gräfin Kinsky zu Wchinitz und Tettau, aus deren Ehe acht Kinder stammten. 
Bohuslaw Graf Chotek war seit dem Jahr 1867 in österreichischen diplomatischen Diensten, von 1869 bis 1871 Gesandter in Petersburg, 1871 provisorischer Statthalter in Böhmen, anschließend Gesandter in Madrid, 1873 in Brüssel und danach in Dresden. Seit 1885 Mitglied des Herrenhauses, Vertreter der konservativen rechten Partei. Geheimer Rat und k.u.k. Kämmerer.

## Nachkommen
Nachkommen von Bohuslaw Graf Chotek und Wilhelmine, geborene Gräfin Kinsky zu Wchinitz und Tettau waren:
1. Wolfgang (* 15. August 1860; † 10. Dezember 1926), verehelicht mit Anna Elisabeth von Künell auf Nedamow (1871–1922), die Ehe blieb kinderlos;
2. Zdenka (* 1861; † 1946), Klosterfrau;
3. Marie (* 11. Juli 1863 in Berlin; † 21. Juni 1935 auf Schloss Erlau bei Bodenbach, tschechisch Podmokly), verehelicht seit 1911 mit Jaroslaw Fürst von Thun und Hohenstein (1864–1929);
4. Karoline (* 19. November 1865 in Berlin, † 29. November 1919 in Perglas bei Falkenau in Böhmen), verehelicht seit 1886 mit Leopold Graf von Nostitz-Rieneck (1865–1945);
5. Sophie Chotek von Chotkowa, seit 1. Juli 1900 Fürstin und seit 4. Oktober 1909 Herzogin von Hohenberg, verehelicht seit 1900 (morganatische Ehe) mit Franz Ferdinand, kaiserlicher Prinz und Erzherzog von Österreich-Este, königlicher Prinz von Ungarn und Böhmen, Kronprinz der Monarchie Österreich-Ungarn; wurde am 28. Juni 1914 mit ihrem Mann in Sarajewo Opfer eines tödlichen Attentats.
6. Oktavia (1873–1946), verehelicht seit 1898 mit 
Joachim Graf und Herr von Schönburg-Glauchau (1873–1943);
7. Antoinette (1874–1930), verehelicht seit 1893 mit Karl Graf von Wuthenau-Hohenthurm (1863–1946);
8. Henriette (* 9. Juli 1880 in Adlerkosteletz in Böhmen, † 19. März 1964 in  Gutenberg bei Weiz in der Steiermark), verehelicht seit 1921 mit ihrem Schwager Leopold Graf Nostitz-Rieneck (1865–1945), dem Witwer ihrer Schwester Karoline.